# Hans von Blumenthal (Offizier)
Hans August von Blumenthal, seit 1786 Graf von Blumenthal, (* 12. Februar 1722 auf Horst in der Prignitz; † 7. Dezember 1788 in Berlin) war ein preußischer Oberstleutnant, Kommandeur des Regiments Garde du Corps und Ritter des Ordens Pour le Mérite.

## Leben

### Herkunft
Er war ein Angehöriger des märkischen Adelsgeschlechts von Blumenthal. Seine Eltern waren der Etatsminister Adam Ludwig von Blumenthal (1691–1760) und dessen erste Ehefrau Sophia Ester, geborene von Hoym (1697–1733) aus dem Hause Poblotz.

### Militärkarriere
Blumenthal kam 1737 als Fähnrich in das Dragonerregiment „Möllendorf“ in Insterburg. Im Jahr 1740 kam er als Leutnant zum Garde du Corps. Er stieg weiter auf und wurde 1742 bereits Hauptmann und am 20. September 1747 Kommandeur des Regiments. Er wurde Major und im Juni 1755 Oberstleutnant. Im gleichen Jahr gewährte ihm der König Friedrich II. eine Zulage von 500 Talern. Während des Siebenjährigen Krieges wurde er 1756 in der Schlacht bei Lobositz so schwer verletzt, dass er seinen Abschied nehmen musste.
Er wurde danach Oberhofmeister den Prinzen Friedrich Heinrich Karl von Preußen. Nach dessen plötzlichen Tod pendelte er zwischen seinen Gütern und Berlin. Bei der Huldigung von Friedrich Wilhelm II. am 2. Oktober 1786 wurde er mit seinen Nachkommen in den Grafenstand erhoben. Er war Herr auf Horst, Blumenthal, Paretz, Pretschen, Wittmannsdorf  und Ziegenhagen im Kreis Saatzig.

### Familie
Blumenthal heiratete am 15. April 1761 die Reichsgräfin Ulrike Amalie von Wartensleben (1741–1808), eine Tochter des Generals Leopold Alexander von Wartensleben. Das Paar hatte folgende Kinder:
- Ludwig (1762–1763)
- Ulrike (1764–1765)
- Heinrich (1765–1830), Bürgermeister von Magdeburg ⚭ 1788 Friederike von Plessen (1769–1848)
- Amaline (1768–1825) ⚭ 1793 Karl von Wulffen (1753–1813), Herr auf Grabow
- Friedrich (1770–1775)
- Wilhelm (1771–1775)
- Johanne (1773–1777)
- Ulrike (1774–1812) ⚭ 1792 Adolf von Bredow (1763–1852), Herr auf Ihlow
- Luise (1776–1826)

⚭ 1795 (geschieden 1807) Georg Adam Graf von Schlieben (1760–1817)
⚭ 1808 Karl Graf von Klinckowström (1780–1844), Herr auf Korklack, Sohn von Karl Friedrich von Klinckowström
- Isabella (1778–1826) ⚭ 1810 Friedrich Wilhelm von Lepel (1774–1840), preußischer Generalmajor
- Elisabeth (1780–1831) ⚭ 1800 Hans Jakob Freiherr von Eckhardtstein († 1830), Herr auf Falkenhagen[2]